# 技術的失業

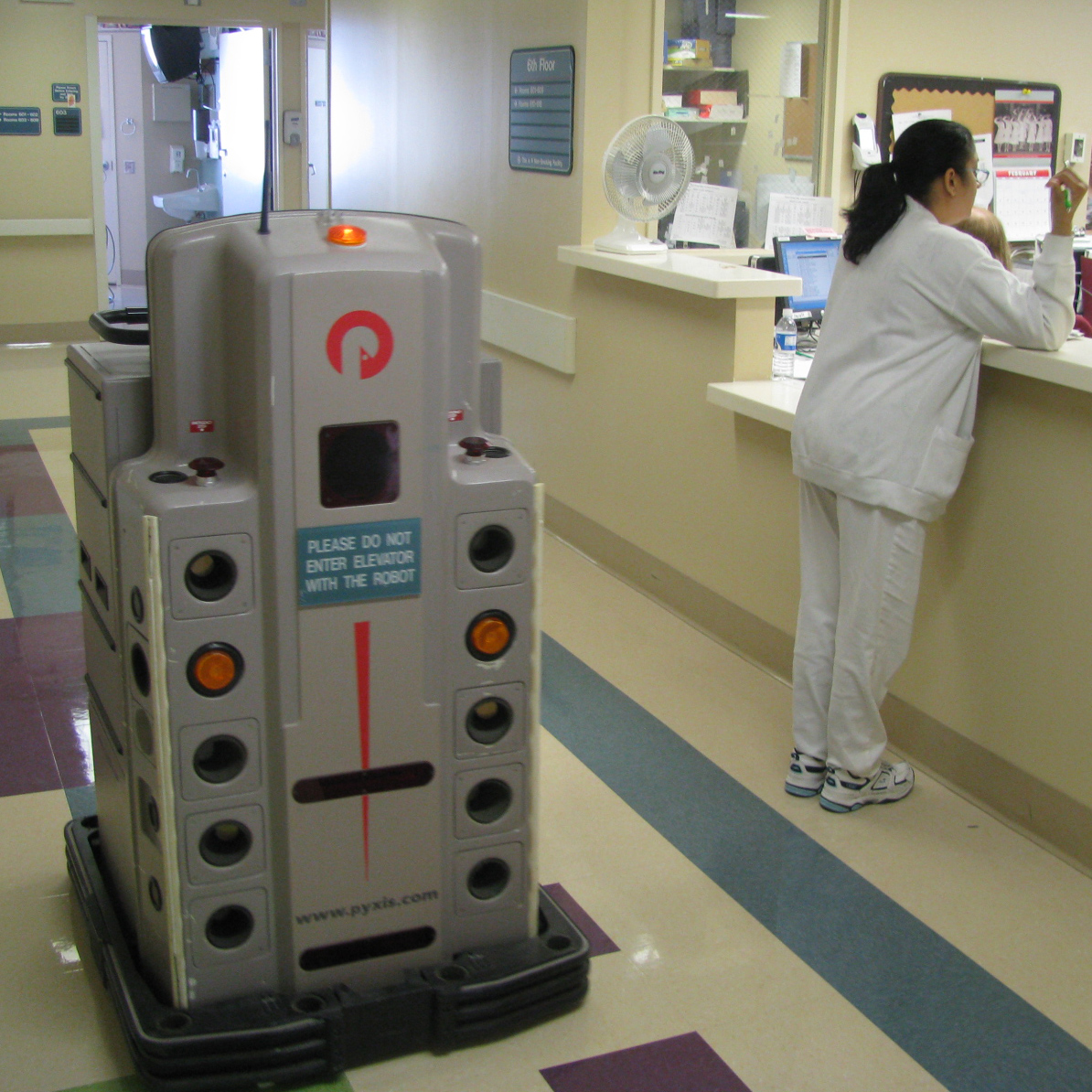
21世紀に入り、ロボットは製造業だけでなく、ヘルスケアなどのサービス分野でも役割を果たし始めている。

技術的失業（ぎじゅつてきしつぎょう、英: Technological unemployment）とは、構造的失業の一種で技術的変化によって引き起こされる雇用の喪失である。

## 概要
輸送手段では馬が自動車になったりトラクターを用いて農業が効率化など、技術的進化を通じて労働力の節約や自動化による効率化が行われ、人間の役割が最小化されてきた。
「技術的失業」という言葉は、1930年代にジョン・メイナード・ケインズによって一般的になり、彼は「不適応の一時的な段階に過ぎない」と述べた。
機械が人間の労働力に取って代わるという問題は、少なくともアリストテレスの時代から議論されている。近代以後、技術的失業については楽観論と悲観論で議論が行われている。楽観論者は新技術が短期的には失業を起こす可能性があることに同意している一方で、雇用には長期的なマイナスの影響が生じないと主張する。悲観論者は、少なくともある状況下では雇用総数の持続的な減少につながる可能性があると主張している。
技術的失業の歴史的な代表例には、産業革命期における自動紡績機や自動織機の発明による職人の織工の失業などが挙げられる。技術的失業を齎す技術的変化はラッダイト運動などの労働者の反対運動に繋がることがある。現代では、セルフサービスレジやキャッシュレス店舗によって小売業で現金が必要なくなるなどの例がある。

## 歴史

### 古代（古代文明の救済制度）

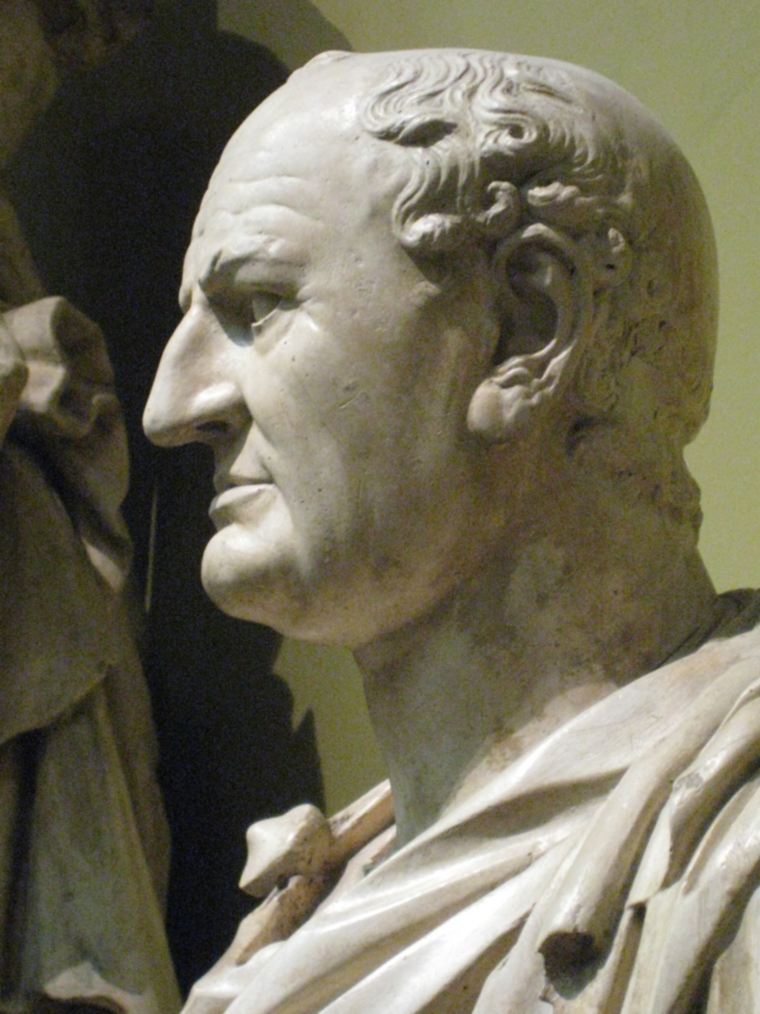
労働者から仕事を奪うような重量物の低コストな運搬方法を拒否したローマ皇帝ウェスパシアヌス

技術的失業は、少なくとも車輪の発明以来存在していたと考えらている。古代中国と古代エジプトでは、少なくとも紀元前2千年紀までに、こういった技術的失業に対応するためのさまざまな救済制度があった可能性が示唆されている。古代イスラエルと古代ヴェーダ教の信者は、信仰によって貧困者を助けることが奨励される分散型の対応をしていた。古代ギリシアでは、多数の自由労働者が、古代の労働節約技術の影響と、奴隷（「血肉の機械」）との競争の両方により、失業状態になることがあった。時には、これらの失業した労働者が飢え死にしたり、自分自身が奴隷になることを余儀なくされたりしたが、他の場合には手当によって支えられることもあった。ペリクレスは、失業者に有償の仕事を提供するために公共事業プログラムを開始することで、技術的失業の認識に対応した。ある人々はペリクレスのプログラムを公金の無駄遣いだと批判したが、敗北した。
ギリシア人と同様に、古代ローマ人は手当による貧困救済（Cura Annonaeなど）で技術的失業の問題に対応し、時には数十万世帯がこのように支援された。グラックス兄弟が行った公共事業では多くはないが直接雇用を創出された。いくつかの皇帝は、技術的変化を拒否、禁止をした。皇帝ウェスパシアヌスが重量物の低コストな輸送の新しい方法を認めず「私の貧しい運搬人たちがパンを稼ぐことを許さなければならない」と言って、労働を節約する技術の導入が阻止された。しかし、紀元2世紀末にかけて、ローマ帝国では労働力不足が発生し始め、この時点からヨーロッパでは1000年以上にわたって大規模な失業は起こらなくなったようである。
技術的失業の現象について学者が議論した最も初期の例は、おそらくアリストテレスであり、『政治学』第1巻で、機械が十分に高度になれば、もはや人間の労働は必要なくなるだろうと推測している。

### 中世以降（技術的失業の再発見）
中世と初期ルネサンスの時代には、新しく発明された技術だけでなく、古代に構想されたが、ほとんど使用されていなかった技術が広く採用された。西ヨーロッパ、中央ヨーロッパ、南ヨーロッパで大量失業が15世紀には1000年ぶりに再び現れ始めた。これは、人口増加と囲い込みによる自給農業用の土地の利用可能性の変化が原因であったが、失業の脅威は破壊的な新技術に対する寛容度を低下させた。ヨーロッパの政府はギルドなど一部の労働者を代表する集団の側に立ち、新技術を禁止し時には新技術を宣伝したり取引したりしようとする者を処刑した。

### 16世紀から18世紀（技術的変化への反対）

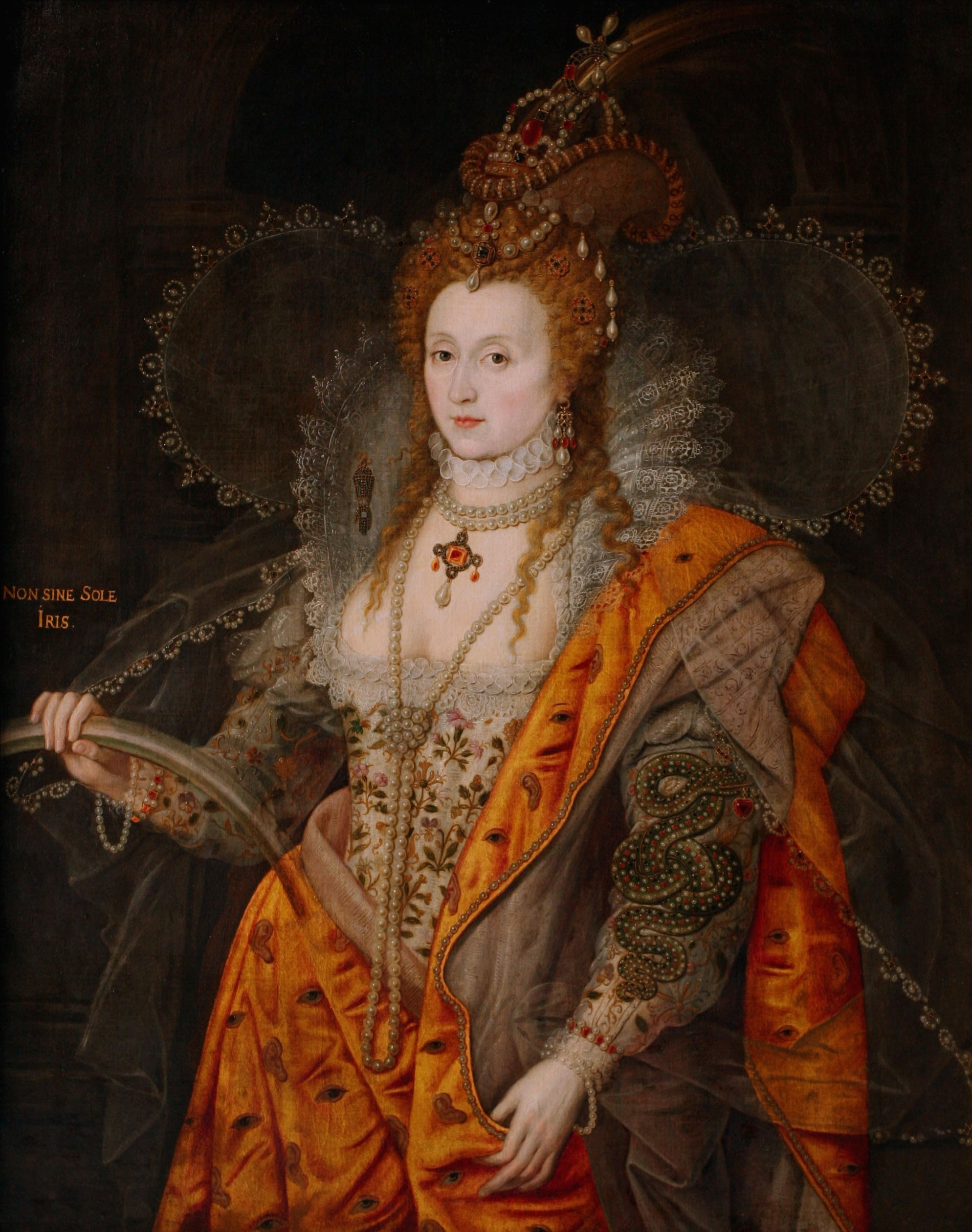
ウィリアム・リーが発明した編み機の特許を拒否したエリザベス1世 (イングランド女王)。「その発明が私の貧しい臣民にとって何を意味するかを考えてみよ。雇用を奪い、彼らを物乞いにしてしまうだろう」と述べた。

イギリスでは、支配層は大陸の多くの地域よりもやや早く技術的変化に対して制限の少ないアプローチを取り始めた。これは、イギリスが産業革命を推進をリードした要因の1つとして挙げられている。しかし、16世紀から17世紀初頭にかけて、技術的失業が雇用に与える影響への懸念は強かった。新技術が拒否された有名な例として、エリザベス1世は発明家のウィリアム・リーが発明した編み機に対して、織物労働者の失業を引き起こす可能性があるとして、特許の発行を拒否した。リーは再度特許の申請をしたが、エリザベスの後継者ジェームズ1世も同じ理由で再び拒否した。
名誉革命後、イギリス政府は労働者の技術的失業への懸念に対して、それほど同情的ではなくなった。影響力を増す一部の重商主義思想は、イギリス企業が海外の競争相手に対して市場シェアを拡大できるとして、技術的変化によって実際には失業率が低下すると主張した。18世紀初頭以降、労働者は技術的変化から自分たちを守ろうとする試みで、ラッダイト運動に代表される機械破壊などの直接行動を取った。
ヨーゼフ・シュンペーターは、フォン・ユスティを著名な例として、18世紀が進むにつれ技術的失業について思想家たちが警鐘を鳴らす頻度が高まったと指摘している。一方で、シュンペーターによるとエリート層の間で優勢な見解は「技術的失業は長期的な問題にはならない」という立場で固まったとしている。

### 19世紀（議論の時代）
技術的失業をめぐる議論が激化したのは、19世紀当時の経済思想家が集中していたイギリスだった。
この時期、政治経済学者たちはタッカー司教とアダム・スミスの業績を基に現代の経済学の基礎となるものを作り始めた。この新しい学問の関係者たちは、重商主義の多くを拒否しつつも技術的失業が永続的な問題ではないという点で概ね一致していた。
19世紀の前半、ジャン＝シャルル＝レオナール・シモンド・ド・シスモンディ、トマス・ロバート・マルサス、ジョン・スチュアート・ミル、デヴィッド・リカードなどの著名な政治経済学者は技術的変化が長期的な失業を引き起こす可能性があると主張した。
この見解に対して経済学者のジャン＝バティスト・セイは、セイの法則によって供給はそれ自体の需要を生み出すため、失業した労働者は市場が調整する時間があれば自動的に他の場所で仕事を見つけるだろうと主張し、製品の量を減らすつもりなら誰も機械を導入しないだろうと主張した。ラムゼイ・マカロックは、セイの技術的失業に対する楽観的な見方を拡大・体系化し、チャールズ・バベッジ、ナッソー・ウィリアム・シーニア、その他多くの政治経済学者らの支持を得た。
19世紀半ばごろ、カール・マルクスはリカードとミルの業績を基礎に、技術的失業に対する悲観的な見方を示した。この見解は多くの追随者を得て永続的な思想の学派を設立したが、経済学の主流派が劇的に変化することはなかった。1870年代までにイギリスでは技術的失業は大衆の関心事としても学術的な議論の問題としても姿を消した。これは、技術的変化がイギリス社会のすべての階層、労働者階級を含めて恩恵を増大させていることがより明らかになったからである。古典派の思想が新古典派経済学に取って代わられるにつれ、主流の考え方はミルやリカードの悲観論を考慮に入れ、反駁するように強化された。

### 20世紀

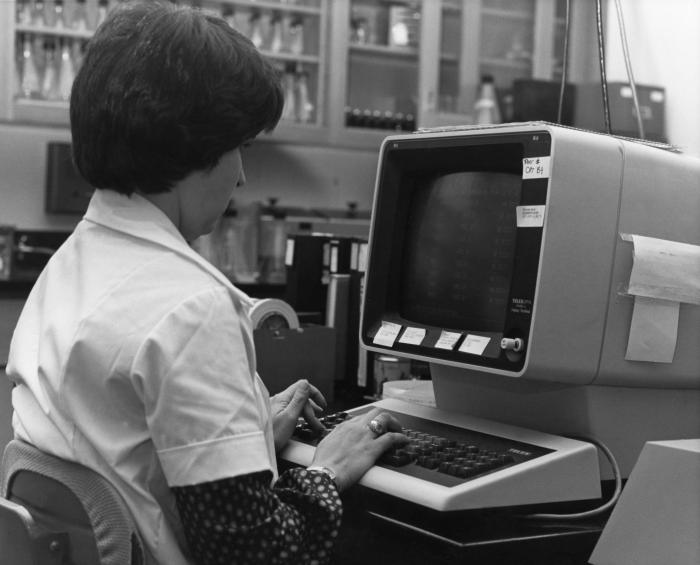
技術は労働者を大規模に置き換えるのではなく、労働者によって使用されるのだと主張する、イノベーションの影響に関する見解の批判者。

20世紀は英国から米国へ経済論争の中心が移りつつあり、技術的失業をめぐる20世紀の2つの論争も米国において行われた。
1920年代、ヨーロッパ内で大量失業が差し迫った問題として再浮上した。また、当時勢いのあった米国であっても、トラクターなどの農業技術の改良によって農村労働者は1920年代初頭から職を失っており、都市部においても1927年から失業率が上昇し始めた。
この時期、楽観論者たちは、補償効果を通じて短期的な失業を減らす市場の自己修正力に関する新古典派の信念に主に基づいて議論した。しかし、論争は第二次世界大戦による失業率の低下で下火になった。
1960年代には補償効果への信頼はそれほど強くなかったが、当時の主流のケインズ経済学者は、市場の力では解消されない持続的な技術的失業に対抗するために政府の介入が可能だと考えていた。この論争はベトナム戦争で下火となった。
経済史家グレゴリー・R・ウォイロルはこの1930年代と1960年代の2つの論争にはいくつかの類似点があるとしている。まず、失業率上昇による一般人の懸念が爆発し論争に繋がるが、失業率が戦争の勃発によって減少したため論争は立ち消えになった。また、論争は当時の支配的なパラダイムの中で行われ、以前の思想へのほとんど言及はなかった。
加えて、各論争に向けて連邦政府の主要な研究が発表され、長期的な技術的失業は起きていないと広く結論づけた（ただし、イノベーションが短期的な労働者の転職の主要な要因であることには同意し、政府に支援を提供するよう助言した）。
1970年代に資本主義の黄金時代が終わりを告げると、20世紀の終わりにかけて主な先進国において再び失業率が高止まりした。これが技術的失業であるとする懸念が主にヨーロッパ、米国で行われた。ポール・サミュエルソンなどの経済学者も技術的変化が原因であると主張した。他に、ジェームズ・S・アルバスの1976年の著書『Peoples' Capitalism: The Economics of the Robot Revolution』、デビッド・F・ノーブルの1984年と1993年の著作、ジェレミー・リフキンの1995年の著書『労働の終焉』、そして1996年の著書『グローバル化の陥穽』などがある。
しかし、1930年代と60年代の激しい論争の時期を除けば、マルクス主義学派と他の少数の思想家が楽観的な見方に異議を唱え続けたが、20世紀を通じてプロの経済学者と一般の人々の両方で、技術は長期的な失業を引き起こさないという見方がコンセンサスを得ていた。

### 21世紀

#### 意見
イノベーションが長期的な失業を引き起こさないという一般的なコンセンサスは、21世紀の最初の10年間、いくつかの学術的な著作によって異議を唱え続けられたが、マーシャル・ブレインの『Robotic Nation』やマーティン・フォードの『The Lights in the Tunnel: Automation, Accelerating Technology and the Economy of the Future』などの一般向けの著作によっても、強力に維持された。
MITの教授アンドリュー・マカフィーとエリック・ブリニョルフソンが2011年に著書『機械との競争』を出版して以来、技術的失業について懸念を示す人々の中で目立つ存在となっている。しかし、2人の教授はまだ比較的楽観的で、「勝利の鍵は、機械と『競争する』のではなく、機械と『協力する』ことだ」と述べている。
2013年には、技術的失業が今後数十年で世界的に大幅に増加すると予測する多くの研究と、特定の分野で生産量が上昇しているにもかかわらず世界的に雇用が減少しているという実証的証拠から、グローバリゼーションとオフショアリングのみが失業率上昇の原因ではないことが示唆され、技術的失業への懸念が高まった。
2013年、スタンフォード大学のニック・ブルーム教授は、技術的失業に関して、最近、彼の経済学者仲間の間で大きな心変わりがあったと述べた。2014年、Financial Timesは、イノベーションの雇用への影響が最近の経済議論の主要テーマになっていると報じた。学者で元政治家のマイケル・イグナティエフは2014年の著作で、技術変化の影響に関する疑問は「至る所で民主主義政治を悩ませている」と述べた。懸念には、製造業など世界的に雇用が減少しているというエビデンスや、生産性が上昇し続けているにもかかわらず、低・中技能労働者の賃金が数十年にわたって低下しているというエビデンス、しばしば不安定なプラットフォーム仲介雇用の増加、最近の不況後の「雇用なき回復」の発生などが含まれる。21世紀には、翻訳、法律調査、低レベルのジャーナリズムなど、さまざまな熟練した作業が部分的に機械に取って代わられた。共感を必要とするケアワーク、エンターテインメント、その他の仕事は、以前は自動化から安全だと考えられていたが、ロボットによって行われ始めている。
元米財務長官でハーバード大学経済学教授のローレンス・サマーズは2014年に、自動化が常に新しい雇用を生み出すとはもはや信じておらず、「これは仮説的な将来の可能性ではない。今、私たちの目の前で起こっていることだ」と述べた。サマーズは、すでに新しい仕事を生み出すよりも仕事を失っている労働分野の方が多いと指摘した。技術的失業について懐疑的なマーク・マッカーシー教授は、2014年秋に、それが現在の「支配的な意見」になったと述べた。
トーマス・フリードマンは、2014年のダボス会議では、技術と失業の関連が今年の議論の主要テーマだったと報告した。2014年ダボスの調査では、147人の回答者の80%が、技術が雇用なき成長を促進していることに同意した。2015年のダボスでは、ジリアン・テットが不平等と技術に関する討論に出席したほぼすべての代表者が、今後5年間で不平等が増大すると予想しており、その理由を技術による雇用の置き換えだと指摘した。2015年には、マーティン・フォードが『ロボットの台頭：技術と無職の未来の脅威』でフィナンシャル・タイムズとマッキンゼーのビジネス書大賞を受賞し、ニューヨークで技術的失業に関する最初の世界サミットが開催された。2015年後半には、イングランド銀行の主任エコノミストであるアンディ・ホールデンと、イタリア銀行の総裁であるイグナツィオ・ヴィスコから、技術的失業の潜在的悪化に関するさらなる警告が発せられた。2016年10月のインタビューで、米国大統領バラク・オバマは、人工知能の発展により、社会は10年から20年以内に「すべての人への無条件の無料のお金」について議論するだろうと述べた。2019年、コンピュータ科学者で人工知能専門家のスチュアート・ラッセルは、「長期的には、ほとんどの現在の仕事がなくなるので、将来の経済のために極めて急進的な政策変更が必要だ」と述べた。彼が著した本では、「経済の急速に浮上しつつある姿は、仕事が不要なので、はるかに少ない人々が働く経済だ」と主張している。しかし、ヘルスケア、ホームケア、建設の分野では雇用が増加すると予測した。
他の経済学者は、長期的な技術的失業は起こりそうにないと主張してきた。2014年、Pew Researchは1,896人の技術専門家と経済学者を調査し、意見が分かれていることがわかった。回答者の48%が、2025年までに新技術が雇用を奪う方が創出するよりも多いと信じていたのに対し、52%はそうは思わないと考えていた。オーストラリア国立大学のブルース・チャップマン経済学教授は、フレイとオズボーンの研究のような研究は、現在未知の分野で技術によって生み出される可能性が高い新しい雇用を考慮に入れていないため、将来の雇用喪失の確率を誇張する傾向があると助言している。
一般の人々を対象とした調査では、自動化が広範な仕事に影響を与えるだろうという予想がよく見られるが、調査対象者自身の仕事には影響しないだろうという予想も見られる。

#### 研究
自動化が将来大きな割合の仕事を奪うだろうと予測した研究はいくつかあるが、それによって引き起こされる失業率の推定値は異なっている。オックスフォード・マーティン・スクールのカール・ベネディクト・フレイとマイケル・オズボーンの研究によると、「洗練されたアルゴリズムによって容易に実行できる明確な手順に従うタスクに従事している」従業員は、転職のリスクにさらされているという。2013年に発表されたこの研究は、自動化が熟練労働と非熟練労働の両方に影響を与える可能性があり、高賃金と低賃金の両方の職業に影響を与える可能性があることを示しているが、低賃金の肉体労働の職が最もリスクが高いことがわかった。米国の雇用の47％が自動化の高いリスクにさらされていると推定した。2014年、経済シンクタンクブリューゲルは、フレイとオズボーンのアプローチに基づいた研究を発表し、欧州連合の28加盟国全体で、雇用の54%が自動化のリスクにさらされていると主張した。雇用が自動化に最も脆弱でない国は、スウェーデン（雇用の46.69%が脆弱）、イギリス（47.17%）、オランダ（49.50%）、フランスとデンマーク（両国とも49.54%）だった。雇用が自動化に最も脆弱であることがわかった国は、ルーマニア（61.93%）、ポルトガル（58.94%）、クロアチア（57.9%）、ブルガリア（56.56%）だった。2015年のタウブ・センターの報告書によると、イスラエルの雇用の41%が今後20年以内に自動化されるリスクにあるという。2016年1月、オックスフォード・マーティン・スクールとシティバンクによる共同研究は、これまでの自動化に関する研究と世界銀行のデータに基づき、途上国における自動化のリスクは先進国よりもはるかに高いことを明らかにした。中国の雇用の77%、インドの69%、エチオピアの85%、ウズベキスタンの55%が自動化のリスクにあることがわかった。世界銀行も同様に、フレイとオズボーンの方法論を採用した。国際労働機関の2016年の研究では、タイの電気・電子産業の給与所得者の74%、ベトナムの75%、インドネシアの63%、フィリピンの81%が自動化の高いリスクにあることがわかった。2016年の国連の報告書は、途上国の雇用の75%が自動化のリスクにあると述べ、先進国で自動化が進めば、低賃金を求めてアウトソーシングすることの魅力が低下するため、途上国ではさらに多くの雇用が失われる可能性があると予測した。
ホワイトハウスのための経済調査を担当する米国政府機関である大統領経済諮問委員会は、2016年の経済報告の中で、フレイとオズボーンの研究のデータを使用し、時給20ドル未満の雇用の83%、時給20～40ドルの雇用の31%、時給40ドル以上の雇用の4%が自動化のリスクにさらされていると推定した。トロント都市圏大学（旧ライアソン大学）の2016年の研究では、カナダの雇用の42%が自動化のリスクにさらされており、「高リスク」の仕事と「低リスク」の仕事の2つのカテゴリーに分類された。高リスクの仕事は主に、平均よりも教育水準が低い低所得の仕事だった。低リスクの仕事は平均して、より熟練した職種だった。報告書は、高リスクの仕事が70%の確率で、低リスクの仕事が30%の確率で、今後10～20年以内に自動化の影響を受ける可能性があることを発見した。PwCの2017年の研究では、米国の雇用の最大38%、ドイツの35%、イギリスの30%、日本の21%が、2030年代初頭までに自動化の高いリスクにさらされていることがわかった。ボール州立大学の2017年の研究では、米国の雇用の約半分が自動化のリスクにさらされており、そのうちの多くが低所得の仕事であることがわかった。マッキンゼーが2017年9月に発表した報告書によると、2015年時点で、製造業に投入された年間7,490億時間のうち4,780億時間（労働力5.1兆ドルのうち2.7兆ドル）がすでに自動化可能だった。低スキル分野では、アパレル製品の82%、農産物加工の80%、食品製造の76%、飲料製造の60%が自動化の対象となっていた。中間スキル分野では、基礎材料生産の72%、家具製造の70%が自動化可能だった。高スキル分野では、航空宇宙・防衛の52%、先端電子機器の50%が自動化可能だった。2017年10月に米国と英国のIT意思決定者を対象に行われた調査では、大多数が2022年までにほとんどのビジネスプロセスを自動化できると考えていることがわかった。平均して、59%のビジネスプロセスが自動化の対象になると述べた。マッキンゼー・グローバル・インスティテュートが2017年11月に発表した46カ国の約800の職業を分析した報告書は、2030年までにロボットによる自動化により4億人から8億人の雇用が失われる可能性があると推定した。自動化への投資のための資本の利用可能性が大きいため、先進国の方が途上国よりも雇用が危険にさらされていると推定した。自動化のせいで失業と下降移動が発生したことは、米国、英国、フランスなどの国々におけるナショナリストと保護貿易主義の政治の復活の多くの要因の1つとして挙げられている。
しかし、最近のすべての実証研究が、自動化が広範な失業を引き起こすという考えを支持する証拠を見つけたわけではない。2015年に発表された、1993年から2007年にかけての17カ国における産業用ロボットの影響を調査した研究では、ロボットによる全体的な雇用の減少は引き起こされておらず、全体的な賃金がわずかに上昇していることがわかった。マッキンゼー・クォータリーに2015年に掲載された研究によると、ほとんどの場合、コンピュータ化の影響は、従業員の置き換えではなく、彼らが行うタスクの一部の自動化である。2016年のOECDの研究では、調査対象の21のOECD加盟国のうち、平均して雇用の9%のみが自動化の予見可能な危険にさらされていたが、国によって大きく異なっていた。例えば、韓国では危険にさらされている雇用の割合が6%であったのに対し、オーストリアでは12%だった。OECD研究は、他の研究とは対照的に、仕事がどの程度自動化されるかの評価を、主にその仕事に伴うタスクに基づいているわけではなく、性別、教育、年齢などの人口統計学的変数も含めている。しかし、なぜ女性が行う仕事の方が自動化されにくいのかは明らかではない。2017年、フォレスターは、自動化により2027年までに米国の雇用の17%が置き換えられ、労働力の10%に相当する新しい雇用が生まれることで、正味で雇用の約7%が失われると推定した。別の研究は、職業内のタスクの異質性や仕事の適応性など、無視されていた要因により、米国の仕事の自動化のリスクが過大評価されていると主張した。この研究では、これを考慮に入れると、米国で自動化の危険にさらされている職業の数は、他の条件が一定であれば、38%から9%に減少することがわかった。ドイツにおける自動化の影響に関する2017年の研究では、自動化による総雇用の損失の証拠は見られなかったが、人々が雇用される仕事には影響を与えていることがわかった。自動化による工業部門の損失は、サービス部門の利益で相殺された。また、製造業の労働者は自動化のリスクにさらされておらず、実際には雇用を維持する可能性が高かったが、必ずしも同じ仕事をしているわけではなかった。しかし、自動化は生産性を上げても賃金を上げなかったため、労働者の所得シェアの低下をもたらした。
1970年から2018年まで18のOECD加盟国の28産業を分析した2018年のブルッキングス研究所の研究では、自動化が賃金の抑制に寄与していたことがわかった。自動化が全体的な雇用数を減らすどころか、むしろ増やしたと結論付けたが、1970年代から2010年代にかけて、労働への付加価値に占める人的労働のシェアを減らし、賃金の伸びを鈍化させるのに役立ったことがわかった。2018年4月、金融サービス機構の元会長で、新経済思考研究所の所長であるアデア・ターナーは、現在の技術でも雇用の50%を自動化することが可能であり、2060年までにすべての雇用を自動化することが可能だろうと述べた。

#### 早すぎる脱工業化
早すぎる脱工業化とは、先進経済国のように豊かになる前に途上国が脱工業化してしまうことである。この概念は2013年にダニ・ロドリックによって普及し、その後、この現象の実証的証拠が増えていることを示すいくつかの論文を発表した。早すぎる脱工業化は、途上国における技術的失業への懸念を高めている。先進経済国の労働者が享受した伝統的な補償効果（例えば、工場の仕事を失った後、サービス部門で高給の仕事を得ることができるなど）が利用できない可能性があるためだ。カール・ベネディクト・フレイなど一部の解説者は、適切な対応により、途上国の労働者に対するさらなる自動化のマイナスの影響はまだ回避できると主張している。 

#### 人工知能
2017年ごろから、人工知能（AI）の影響に関する新たな懸念の波が目立つようになった。カラム・チェイスやダニエル・ハルムなど解説者は、AIが制御されないと、人間が適応できないほどの速いジョブ・チャーンを引き起こし、広範な技術的失業につながる「経済的特異点」を引き起こす恐れがあると警告している。ただし、ビジネスリーダー、政策立案者、社会が適切に対応すれば、AIの影響は労働者にとって正味でプラスになる可能性があるとも助言している。
モーガン・R・フランクらは、AIが将来の労働市場に与える影響を正確に予測するには、研究者にいくつかの障壁があると警告している。マリアン・クラコフスキーは、AIによって完全に置き換えられる可能性が最も高い仕事は、専門サービスなどの中流階級の分野だと主張している。多くの場合、実際的な解決策は別の仕事を見つけることだが、労働者は高度な仕事の資格を持っていないため、より低いレベルの仕事に就かざるを得ない。しかし、クラコフスキー（2018年）は、AIの目標は労働者を置き換えるのではなく、「人々を補完する」ことであり、AIを実装する人々の目標は労働者を置き換えるのではなく、労働者の生活を改善することだと予測している。研究では、AIが単に仕事を破壊するだけでなく、仕事を生み出す可能性もあることが示されている。ただし、低所得国で AI をトレーニングするための低スキルの仕事である。
ウラジーミル・プーチン大統領が 2017 年に、AI で覇権を握った国が「世界の支配者になるだろう」と発言したのを受けて、各国政府や超国家的政府が AI 戦略を発表した。AI軍拡競争で後れを取ることへの懸念は、AIが失業を引き起こす可能性への懸念よりも際立っている。いくつかの戦略では、AIで主導的な役割を果たすことが、国民がより やりがいのある仕事を得るのに役立つはずだと示唆されている。フィンランドは、他のEU諸国の市民が、AI後の雇用市場で競争するために必要なスキルを習得するのを支援することを目指しており、「AIの要素」に関する無料コースを複数のヨーロッパ言語で提供している。オラクルのCEOであるマーク・ハードは、AIは「実際には雇用を減らすのではなく、より多くの雇用を生み出すだろう」と予測した。AIシステムを管理するために人間が必要になるからだ。
マーティン・フォードは、多くの仕事は定型的で反復的であり、（AIにとって）予測可能だと主張している。フォードは、これらの仕事が今後数十年で自動化される可能性があり、新しい仕事の多くは「平均的な能力の人々にはアクセスできない」可能性があると警告している。たとえ再訓練をしても。
特定のデジタル技術は、他のデジタル技術よりも多くの雇用喪失をもたらすと予測されている。例えば、近年、現代のロボット工学の導入により、雇用の純増加が見られた。しかし、多くの企業は、自動化やロボットの採用が将来的な雇用喪失につながることを予想している。これは特に中・東欧の企業に当てはまる。
他のデジタル技術、例えばプラットフォームやビッグデータは、雇用により中立的な影響を与えると予測されている。

## 実例
平成2年と平成27年の日本職業分類の類項目の廃止・統合および例示（小分類内で記されている具体的な職業名）の消失を調べた調査によると、速記者学校講師、タイピスト学校講師、ワードプロセッサ操作員、タイピスト、声色師、奇術師、あやつり人形使い、腹話術師、ボードピリアン、曲芸師、キャバレーのレジスター係、預貯金集金人、保険料集金人、場立人、才取人、注文取り、呼売人、ミシン販売員、絹織物買継人、牛馬仲介人、雑穀仲介人、電話売買仲介人、書生、留守番が平成27年の分類では削除されていた。また、速記者は他に分類されない専門的職業従事者の例示に移動され、キーパンチャーはデータ・エントリー装置操作員の例示へ移動、電気・ディーゼル機関士は鉄道運転事業者の例示に移動した。
ニュースサイトのCNETでは2022年11月頃からAIで生成した記事を公開しており、海外メディアのThe VergeによるとCNETの主要メンバーの約10％相当が解雇されたという。広告会社のサイバーエージェントではChatGPTを積極的に活用し始め、30~40人いた広告クリエーティブの出来栄えを判断するディレクター職は現在は0人になっている。また、10社ほど企業と契約のあったコピーライターのイーエス・ファインはChatGPT4.0の登場からわずか2週間ですべての契約を失ったと述べている。
MidjourneyやStable Diffusionといった画像生成AIが登場して、2023年2月以降中国ではゲームのビジュアル作成依頼が激減しているという。代わりに報酬はイラスト作成の10分の1程度の「画像生成AIで作成したイラストを微修正する」という作業依頼が増加している。杭州にあるゲーム企業で採用担当として働くレオ・リーは、中国のゲーム規制と画像生成AIの台頭によりイラストレーターの仕事は約70％減少したと述べている。また、別のゲームの美術デザインを請け負う中国の企業では、原画マンの3割が解雇され、残りの人の給料が上がったという。

## 議論の争点

### 雇用への長期的影響
技術的イノベーションが一時的な雇用喪失を引き起こす可能性があることについては、技術的失業をめぐる議論の参加者の間で合意がある。同様に、イノベーションが労働者に好影響を与えることがあるという点でも意見の相違はない。意見の相違は、イノベーションが全体的な雇用に永続的なマイナスの影響を与える可能性があるかどうかに集中している。持続的な失業率は経験的に定量化できるが、その原因は議論の余地がある。楽観論者は、イノベーションが短期的には失業を引き起こす可能性があることを認めながらも、さまざまな補償効果により、長期的には雇用に悪影響を与えることはないと主張する。一方、悲観論者は、少なくともある状況下では、新技術が雇用者総数の持続的な減少につながる可能性があると主張する。19世紀と20世紀のほとんどの期間、主流の経済学者の間では楽観的な見方が支配的だったが、この楽観的な見方は常に異議を唱えられ続けてきた。例えば、労働経済学者のジェイコブ・ミンサーとステファン・ダニンガーは、パネル所得動態研究のデータを使用した実証研究を行い、短期的には技術進歩が総失業率に明確な影響を与えないようだが、長期的には失業率を減らすことを発見した。ただし、5年のラグを含めると、技術の短期的な雇用効果を支持する証拠も消えてしまうようで、技術的失業は「神話のようだ」と示唆している。一方、他の研究では、産業用ロボットなどの技術の労働市場への影響は、国内の制度的状況に強く依存していることが示唆されている。
景気循環の最盛期でも消えない永続的な失業率である構造的失業の概念は、1960年代に普及した。悲観論者にとって、技術的失業は、構造的失業という広範な現象を引き起こす要因の1つである。1980年代以降、楽観的な経済学者でさえ、先進経済国では構造的失業率が実際に上昇していることを次第に認めるようになったが、彼らはその原因を技術変化ではなくグローバリゼーションとオフショアリングに帰する傾向があった。また、失業率の持続的な上昇の主な原因は、1970年代から80年代初頭にかけて起こったケインズ主義の退場以降、政府が財政政策を追求することをためらってきたことだと主張する人もいる。21世紀、特に2013年以降、世界的な技術的失業が高まりつつある脅威だと主張する悲観論者が増えてきている。

### 補償効果

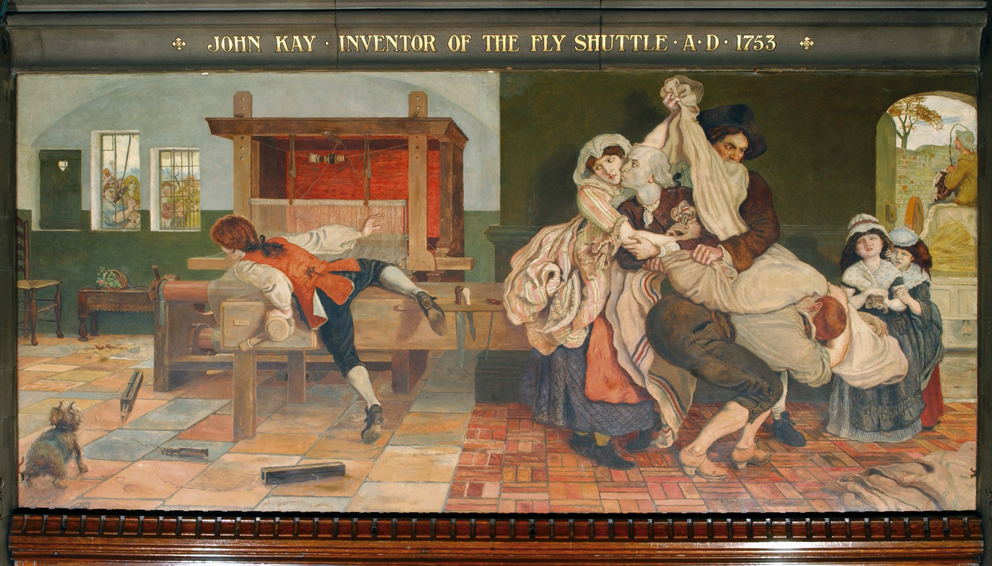
労働節約的な機械織機に怒った暴徒から逃れるため、男たちが彼の家から連れ出している様子を、妻がキスで見送っているジョン・ケイの姿。補償効果はこの時代にはあまり理解されていなかった。フォード・マドックス・ブラウンによる「飛び杼の発明者、ジョン・ケイ、AD 1753年」

補償効果とは、新技術によって最初は雇用が失われても、労働者に「補償」する労働者に優しい結果のことである。1820年代、リカードが長期的な技術的失業が起こりうると述べたのに対し、ジャン＝バティスト・セイがいくつかの補償効果について述べた。その直後、ラムゼイ・マカロックによって効果の全体系が発展させられた。カール・マルクスはこの体系を「補償理論」と名付け、その考えを批判し、どの効果も保証されているわけではないと論じた。補償効果の有効性をめぐる意見の相違は、それ以来、技術的失業に関する学術的議論の中心であり続けている。
補償効果には以下のようなものがある。
1. 新しい機械によるもの（応用されたイノベーションに必要な新しい設備を製造するのに必要な労働）
2. 新しい投資によるもの（新技術によるコスト削減と利益増加によって可能になる）
3. 賃金の変化によるもの（失業が発生した場合、賃金を引き下げることで、より多くの労働者を低コストで再雇用できる。一方、収益性が上がれば、労働者は賃金の増加を享受することもある。これは所得の増加につながり、支出が増えて雇用の創出を促す）
4. 低価格によるもの（需要が増え、雇用が増える）。低価格は賃金カットを相殺するのにも役立つ。安い商品は労働者の購買力を高める。
5. 新製品によるもの（イノベーションが直接新しい雇用を生み出す場合）

「新しい機械による」効果は、今では経済学者の間ではめったに議論されない。マルクスがこれを論破したことがしばしば認められている。悲観論者でさえ、「新製品による」効果に関連する製品イノベーションが雇用に良い影響を与えることがあると認めることが多い。「プロセス」イノベーションと「製品」イノベーションの間には重要な区別がある。ラテンアメリカからのエビデンスは、製品イノベーションが企業レベルの雇用成長に大きく貢献していることを示唆しているが、プロセス・イノベーションよりもその度合いが大きい他の効果が雇用喪失に対して労働力に補償することにどの程度成功しているかについては、近代経済学の歴史を通じて広く議論されてきたが、まだ決着はついていない。補償効果を補完する可能性のある効果の1つに、雇用の乗数効果がある。エンリコ・モレッティの研究によると、特定の都市でハイテク産業に熟練労働者1人分の雇用が追加的に生まれると、非貿易財部門で2人以上の雇用が生まれるという。彼の発見は、ハイテク産業での技術成長とそれに伴う雇用創出が、予想以上の波及効果をもたらす可能性を示唆している。ヨーロッパからのエビデンスも、このような雇用の乗数効果を裏付けており、地域のハイテク雇用が5つの追加的な低技術雇用を生み出す可能性があることを示している。
技術的失業について悲観的な多くの経済学者は、補償効果が19世紀と20世紀のほとんどの期間、楽観論者が主張するように大きく機能したことを認めている。しかし、コンピュータ化の登場により、補償効果の有効性が低下したと考えている。この議論の初期の例は、1983年のワシリー・レオンチェフによるものである。彼は、機械化の進展により、産業革命の間、一時的な混乱の後、生産性の向上に伴う効果により、労働需要と賃金が上昇したことを認めた。初期の機械は筋力への需要を下げたが、知能がなく、生産性を維持するために大勢の人間のオペレーターを必要とした。しかし、コンピュータが職場に導入されて以来、筋力だけでなく人間の脳力への需要も低下している。したがって、生産性は上昇し続けているが、人的労働への需要の低下は、賃金と雇用の低下を意味する可能性がある。

### ラッダイトの誤謬
長期的な技術的失業を懸念する人々は誤謬を犯していて、補償効果を考慮に入れていないという見方を表現するのに、「ラッダイトの誤謬」という言葉が使われることがある。この言葉を使う人々は通常、技術進歩が長期的に雇用水準に影響を与えることはなく、最終的には社会全体の富を増やすことで、すべての労働者の賃金を上げることになると期待している。この言葉は、19世紀初頭のイギリスの反織機組織であるラッダイト運動に由来している。20世紀と21世紀の最初の10年間を通じて、経済学者の間でも一般の人々の間でも、長期的な技術的失業の信念は実際に誤謬だったという見方が優勢だった。最近では、自動化の恩恵が平等に分配されていないという見方が支持されるようになっている。
長期的な困難が発生する理由には2つの異なる理論がある。
1. 伝統的にラッダイト（正確かどうかはさておき）に帰されているのは、利用可能な仕事の量は有限であり、機械がそれを行えば人間の仕事は残らないというものだ。経済学者はこれを労働塊の誤謬と呼び、現実にはそのような制限は存在しないと論じている。
2. 長期的な困難は、労働塊とは無関係に発生する可能性がある。この見方では、存在しうる仕事の量は無限だが、

- 機械は、スキル、才能、知識、洞察力をあまり必要としない「簡単な」仕事のほとんどを行うことができる。
- 情報技術が進歩するにつれ、「簡単」の定義が拡大する。
- 「簡単」を超える仕事には、ほとんどの人が持っているよりも大きな知力が必要になるかもしれない。

この2番目の見方は、長期的で システム的な技術的失業の可能性を唱える 現代の多くの提唱者によって支持されている。

### スキルレベルと技術的失業
労働市場へのイノベーションの影響について議論する際、低スキルの人々に主に悪影響を与え、熟練労働者には恩恵を与えることが多いという見方がよくある。ローレンス・F・カッツなどの学者によれば、これは20世紀のほとんどの期間で当てはまるかもしれないが、19世紀には、職場でのイノベーションは主に高価な熟練職人を置き換え、一般的に低スキルの人々に恩恵を与えた。21世紀のイノベーションは一部の非熟練労働を置き換えつつあるが、他の低スキルの職業は自動化に抵抗し続けており、中間スキルを必要とするホワイトカラーの仕事は、ますます自律的なコンピュータプログラムによって行われるようになっている。
しかし、最近のいくつかの研究、例えばゲオルク・グレーツとガイ・マイケルスの2015年の論文では、少なくとも彼らが研究した分野（産業用ロボットの影響）では、イノベーションは高スキル労働者の賃金を押し上げる一方で、低・中スキルの人々により大きなマイナスの影響を与えていることがわかった。2015年のカール・ベネディクト・フレイ、マイケル・オズボーン、シティ・リサーチの報告書も、イノベーションは主に中程度のスキルの仕事を混乱させてきたことに同意したが、今後10年間は低スキルの人々に最も大きな影響を与えると予測した。
Forbesのジェフリー・コルビンは、コンピュータが決して行えないような仕事に関する予測は不正確であることが証明されてきたと論じた。人間が重要な意思決定に責任を負い続けることを主張する活動（裁判官、CEO、バス運転手、政府の指導者など）や、人間の本質が深い対人関係によってのみ満たされる活動を見つけることが、たとえそれらのタスクが自動化できたとしても、人間が価値を提供する上でより良いアプローチになるだろう。
対照的に、熟練した人間の労働者でさえ時代遅れになると見る人もいる。オックスフォード大学のカール・ベネディクト・フレイとマイケル・A・オズボーンは、コンピュータ化により、雇用のほぼ半分が冗長になる可能性があると予測した。彼らが評価した702の職業のうち、教育と所得の間に自動化の可能性との強い相関関係があり、事務職やサービス職が最もリスクが高いことがわかった。2012年、サン・マイクロシステムズの共同創設者ビノッド・コースラは、今後20年間で医師の仕事の80%が、自動化された機械学習を用いた医療診断ソフトウェアに奪われるだろうと予測した。
ナタリヤ・コズロワの2019年の論文によれば、ロシアの労働者の50%以上が、教育水準が低く、デジタル技術の適用によって置き換えられる可能性のある仕事に就いているという。そのうちの13%しか、現在および今後10年間に予想される知的コンピュータシステムのレベルを超え。

### 実証的研究結果
技術的失業の影響を定量化しようとする実証的研究は、主にミクロ経済レベルでかなりの量が行われてきた。既存のほとんどの企業レベルの研究では、技術革新が労働者に優しい性質を持っていることが明らかになっている。例えば、ドイツの経済学者シュテファン・ラッヘンマイヤーとホルスト・ロットマンは、製品イノベーションとプロセスイノベーションの両方が雇用に良い影響を与えることを発見した。また、プロセスイノベーションの方が製品イノベーションよりも雇用創出効果が大きいことも発見した。この結果は、米国でのエビデンスでも裏付けられており、製造業のイノベーションは、企業固有の行動に限定されず、総雇用数に良い影響を与えることが示されている。
しかし、産業レベルでは、研究者たちは技術変化の雇用への影響について混在した結果を見出している。ヨーロッパ11カ国の製造業とサービス業を対象とした2017年の研究によると、技術革新のプラスの雇用効果は、中・高技術分野にしか存在しない。また、雇用と資本形成の間には負の相関関係があるようで、プロセスイノベーションが投資に組み込まれることが多いことから、技術進歩は労働節約的である可能性が示唆されている。
技術ショックと失業の関係を研究するマクロ経済分析はほとんど行われていない。しかし、少ない既存の研究でも、混在した結果が示唆されている。イタリアの経済学者マルコ・ヴィヴァレッリは、プロセスイノベーションの労働節約効果は、米国よりもイタリア経済に悪影響を及ぼしているようだと指摘する。一方、製品イノベーションによる雇用創出効果は、イタリアではなく米国でのみ観察された。2013年の別の研究では、技術変化による失業効果は恒久的というよりも一時的なものであることが示されている。

### 技術革新の尺度
技術革新を定量的に捉え、文書化しようとするアプローチは、主に4つある。1つ目は、1999年にホルディ・ガリが提案し、2005年にネヴィル・フランシスとヴァレリー・A・ラメイがさらに発展させたもので、ベクトル自己回帰（VAR）の長期制約を使用して技術ショックを特定し、技術のみが長期的な生産性に影響を与えると仮定する方法である。
2つ目のアプローチは、スザント・バス、ジョン・フェルナルド、マイルズ・キンボールによるものである。彼らは、集計的な非技術的効果（非一定の収穫や不完全競争など）を制御した拡張ソロー残差を使って、集計的な技術変化の尺度を作成した。
3つ目の方法は、1999年にジョン・シーアが最初に開発したもので、研究開発（R&D）支出や特許出願件数などの観測可能な指標を使うより直接的なアプローチを取る。この技術革新の尺度は実証研究で広く使われている。なぜなら、技術のみが長期的な生産性に影響を与えるという仮定に依存しておらず、インプットの変動に基づくアウトプットの変動をかなり正確に捉えているからである。しかし、R&Dのような直接的な尺度には限界がある。例えば、R&Dはイノベーションへのインプットしか測定しないので、アウトプットはインプットと完全に相関しているとは限らない。また、R&Dは、新製品やサービスを開発してから市場に出すまでの不確定なタイムラグを捉えることができない。
4つ目のアプローチは、ミシェル・アレクソプロスによって構築されたもので、技術とコンピュータサイエンスの分野で出版された新しいタイトルの数を技術進歩の反映として見るもので、これはR&D支出データと一致していることがわかった。R&Dと比べて、この指標は技術の変化と変化の間のタイムラグを捉えている。

## 解決策

### 雇用の純損失を防ぐ

#### イノベーションの禁止・拒否

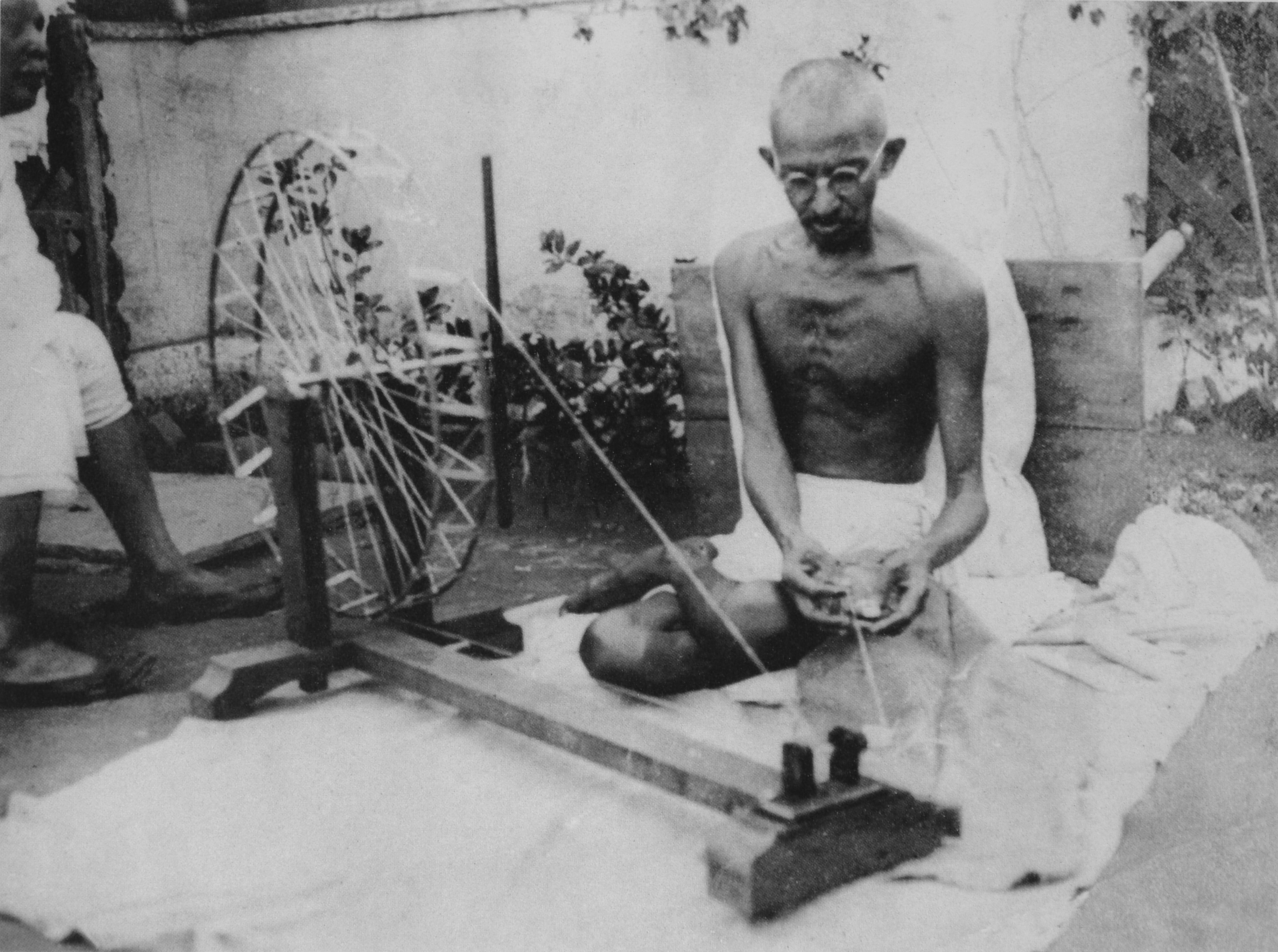
「私が反対しているのは、機械そのものではなく、機械への狂気である。狂気は彼らが労働節約機械と呼ぶものに向けられている。人々は「労働を節約」し続け、何千人もが職を失い、餓死するために開放された通りに投げ出されるまでになる。」 — ガンディー、1924年

歴史的に、イノベーションは雇用への影響を懸念して禁止されることがあった。しかし、現代経済学の発展以来、少なくとも先進経済国ではこのオプションは解決策としてほとんど考慮されていない。長期的な技術的失業について悲観的な論者でさえ、イノベーションは社会全体にとって恩恵があると考えており、おそらくJ・S・ミルだけが、失業の解決策として技術の使用を禁止することを提案した著名な西洋の政治経済学者である。
ガンディー経済学は、失業が緩和されるまで労働節約機械の導入を遅らせるよう求めたが、このアドバイスはインドが独立を達成した後に首相になるネルーによって大部分拒否された。しかし、技術的失業を避けるためにイノベーションの導入を遅らせるという政策は、20世紀に毛沢東政権下の中国で実施された。

#### 労働時間の短縮
1870年、アメリカの労働者の平均労働時間は週約75時間だった。第二次世界大戦直前には週約42時間に減少し、他の先進経済国でも同様の減少があった。ワシリー・レオンチェフによれば、これは自発的な技術的失業の増加だった。労働時間の短縮は、利用可能な仕事を分かち合うのに役立ち、イノベーションが当時は賃金率を上げるのに役立っていたので、余暇を得るために喜んで時間を減らす労働者に好まれた。
ジョン・R・コモンズ、ケインズ卿、ルイジ・パシネッティなど、さらなる労働時間の短縮が失業の解決策になると提案した経済学者もいる。しかし、労働時間が週約40時間に達すると、労働者は所得の損失を防ぐためと、多くの人がそれ自体のために仕事に従事することに価値を見出すため、さらなる短縮にはあまり熱心ではなくなる。一般的に、20世紀の経済学者は、それは労働塊の誤謬を反映していると述べて、失業の解決策としてのさらなる短縮に反対した。2014年、グーグルの共同創業者ラリー・ペイジは、技術が雇用を置き換え続けるので、より多くの人々が雇用を見つけられるように、週4日制を提案した。

#### 公共事業
公共事業のプログラムは、政府が雇用を直接促進する方法として伝統的に使われてきたが、保守派の一部（すべてではない）はしばしばこれに反対してきた。ジャン＝バティスト・セイは、一般に自由市場経済と結びつけられているが、技術的失業の解決策として公共事業を勧めた。マシュー・フォルスターター教授などの解説者は、公共事業と公的部門の雇用保証が技術的失業の理想的な解決策かもしれないと助言している。福祉や所得保証制度とは異なり、仕事に伴う社会的認知と有意義な関与を人々に提供するからだ。
開発途上国では、普遍的な福祉プログラムと比べて、公共事業の方が管理しやすい解決策かもしれない。例外は、インフラへの支出で、以前は新自由主義的な政策と関連づけられていたラリー・サマーズのような経済学者でさえ、技術的失業への解決策として推奨している。

#### 教育
政府が支払う質の高い教育（成人向けのスキルトレーニングを含む）の利用可能性の向上は、少なくとも原則的には、長期的な技術的雇用について楽観的な人々でさえ歓迎する解決策であり、政治的スペクトルのどの側からも反対されない。産業界は特に、政府が支払う教育の改善を好む傾向がある。しかし、いくつかの学術機関は、教育の改善だけでは技術的失業の解決には不十分だと主張し、最近の中間スキルの需要の低下を指摘し、すべての人が最先端のスキルに熟達できるわけではないと示唆している。キム・タイペールは、「膨大な社会的中流階級を支えたベルカーブ分布の時代は終わった...教育それ自体では差を埋められない」と述べている。2011年にはポール・クルーグマンが、より良い教育は技術的失業の不十分な解決策だと論じた。

### 技術的失業と共生する

#### 福祉給付
さまざまな形の補助金の使用は、保守派や長期的な雇用への影響について楽観的な人々でさえ、技術的失業への解決策として受け入れられることが多い。歴史的に、福祉プログラムは、公共事業など失業への他の解決策と比べて、一度確立されるとより持続的な傾向がある。補償効果の正式なシステムを最初に作成したラムゼイ・マカロックと、ほとんどの他の古典派経済学者は、労働節約技術によって職を失った人々が自分の努力ですぐに代替の雇用を得られるわけではないことを理解していたので、技術的失業に苦しむ人々への政府援助を提唱した。

#### ベーシックインカム
ベーシックインカムの提唱者の何人かは、伝統的な形の福祉給付は技術的失業によってもたらされる将来の課題への対応としては不十分かもしれないと主張し、代替案としてベーシックインカムを提案してきた。何らかの形のベーシックインカムを技術的失業への解決策として提唱している人々には、マーティン・フォード、 エリック・ブリニョルフソン、ロバート・ライシュ、アンドリュー・ヤン、イーロン・マスク、ゾルタン・イシュトヴァン、ガイ・スタンディングなどがいる。ライシュは、負の所得税として実施される可能性のあるベーシックインカムの導入が「ほぼ不可避」だと言うまでに至っている。スタンディングは、ベーシックインカムが「政治的に不可欠」になりつつあると考えていると述べている。2015年後半以降、フィンランド、オランダ、カナダでは新しいベーシックインカムの実験が発表された。最近のベーシックインカムの提唱は、多くの技術系起業家、特にYコンビネータの社長であるサム・アルトマンから出てきている。
ベーシックインカムに対する懐疑論には、右派と左派の両方の要素が含まれており、その提案は、スペクトルのあらゆる部分から出てきている。例えば、（課税と分配を伴う）最もよく知られた形態は通常、右派の人々が防衛しようとする左派寄りのアイデアだと考えられているが、他の形態はリバタリアンのフォン・ハイエクやフリードマンによって提案されてきた。米国では、ベーシックインカムと共通点の多いリチャード・ニクソン大統領の1969年の家族扶助計画（FAP）が下院を通過したが、上院で否決された。
ベーシックインカムに対する反論の1つは、それが労働へのディスインセンティブになる可能性があることだが、インド、アフリカ、カナダの古い実験からのエビデンスは、そのようなことは起こらず、ベーシックインカムは低レベルの起業家精神とより生産的で協調的な仕事を奨励することを示している。もう1つの反論は、持続可能な資金調達が大きな課題だということだ。マーティン・フォードの賃金回収税のような新しい歳入調達のアイデアが提案されているが、寛大なベーシックインカムをどのように資金調達するかは、まだ議論の的であり、懐疑論者はそれを非現実的だと一蹴してきた。進歩的な観点からも、低すぎるベーシックインカムは、主に他の形の福祉の削減から資金調達された場合、経済的に脆弱な人々を助けられない可能性があるという懸念がある。
資金調達の懸念と政府の管理への懸念の両方により適切に対処するために、もう1つの代替モデルは、公的部門ではなく民間部門全体でコストと管理を分散させることである。経済全体の企業は人間を雇用することを義務づけられるが、職務内容は民間のイノベーションに委ねられ、個人は雇用され続けるために競争しなければならない。これはベーシックインカムの営利部門版であり、市場ベースのベーシックインカムの形態である。それは雇用保証とは違っている。政府が雇用主ではなく（企業が雇用主である）、「解雇できない」従業員という側面がないからだ。それは経済の力強さを妨げる問題である。このモデルでの経済的救済は、すべての個人に仕事が保証されることではなく、大量失業を避け、雇用がもはや人口のわずか20%の最も賢明であるか高度な訓練を受けた者だけの特権ではないことである。市場ベースのベーシックインカムのもう1つのオプションが、「公正な第三の道」（より大きな正義を伴う第三の道)の一環として、経済社会正義センター（CESJ）によって提案されている。Capital Homestead Actと呼ばれるこの提案は、ジェームズ・S・アルバスの『ピープルズ・キャピタリズム』を思い起こさせる。マネー創造と証券所有権が、中央集権的なメカニズムや特権的なメカニズムを通じたり、そこに集中したりするのではなく、個人に広く直接分配されるからである。

#### 技術的資産の所有権の拡大
左右の政治的スペクトルに簡単には当てはまらないいくつかの解決策が提案されてきた。これには、ロボットやその他の生産的な資本資産の所有権を拡大することが含まれる。技術の所有権の拡大は、ジェームズ・S・アルバス、ジョン・ランチェスター、リチャード・B・フリーマン、ノア・スミスなどによって提唱されてきた。 ジャロン・ラニアーは、普通の人々が通常のサーフィンやオンラインでの存在の他の側面によって生成するビッグデータに対して「ナノペイメント」を受け取るメカニズムという、いくぶん似た解決策を提案している。

#### ポスト希少性経済に向けた構造変化
ザ・ツァイトガイスト・ムーブメント（TZM）、ヴィーナス・プロジェクト（TVP）、そして様々な個人や組織は、人々が自動化可能な単調な仕事から「解放」され、仕事を「失う」のではなく、ポスト希少性経済の一形態への構造変化を提案している。TZMが提案するシステムでは、すべての仕事は自動化されるか、社会にとって真の価値をもたらさないために廃止されるか（普通の広告など）、より効率的で持続可能でオープンなプロセスとコラボレーションによって合理化されるか、金銭的利得や強制ではなく利他主義と社会的関連性に基づいて行われる。このムーブメントはまた、自由になった時間によって、創造性、発明、コミュニティ、社会関係資本のルネサンスが可能になり、ストレスも減ると予測している。

### その他のアプローチ
技術的失業の脅威は、自由市場の経済学者によって、雇用者が労働者を雇用したり解雇したりしやすくするためのサプライサイドの改革の正当化に時折使われてきた。逆に、従業員保護の強化を正当化する理由としても使われてきた。
ラリー・サマーズなど経済学者は、一連の対策が必要かもしれないと助言している。彼は、タックスヘイブン、銀行の秘密主義、マネーロンダリング、規制の裁定取引など、巨額の富を持つ者が納税を回避し、「大きな社会的貢献」を求めずに巨額の富を蓄積することを難しくするための「無数の装置」に対処するために、活発な協調的努力を勧告した。サマーズは、反独占法のより積極的な執行、知的財産の「過剰な」保護の削減、労働者に利益をもたらし富の蓄積への関与を与える可能性のある利益分配制度のより大きな奨励、団体交渉の取り決めの強化、企業統治の改善、金融活動への補助金を排除するための金融規制の強化、不動産の価値が上昇し続けることを引き起こす可能性のある土地利用制限の緩和、若者のための より良い訓練と離職した労働者のための再訓練、エネルギー生産や輸送などのインフラ開発への公的および民間の投資の増加を提案した。
マイケル・スペンスは、技術が引き起こした世界的な力と流れに対応するには、技術が動かしたグローバルな力と流れの詳細な理解が必要だと助言した。それらに適応するには「マインドセット、政策、投資（特に人的資本への投資）、そしておそらく雇用と分配のモデルの変化が必要になるだろう」。

## 関連文献
- Ayres, Robert (2014). Turning Point: End of the Growth Paradigm. Routledge. ISBN 978-1-134-17978-7
- Ford, Martin (2015), Rise of the Robots: Technology and the Threat of a Jobless Future, Basic Books, ISBN 978-0-465-04067-4
- John Maynard Keynes, The Economic Possibilities of our Grandchildren (1930)
- E McGaughey, 'Will Robots Automate Your Job Away? Full Employment, Basic Income, and Economic Democracy' (2018) ssrn.com, part 2(2)
- Ramtin, Ramin (1991), Capitalism and Automation: Revolution in Technology and Capitalist Breakdown, London, UK and Concord, Massachusetts, US: Pluto Press, ISBN 978-0-7453-0370-3
- Ross, Alec（英語版） (2016), The Industries of the Future（英語版）, USA: Simon & Schuster.
- Scott, Ellis L.; Bolz, Roger W.; University of Georgia; Reliance Electric Company (1969), “Automation and Society”, Nature 179 (4570):  1094, Bibcode: 1957Natur.179.1094C, doi:10.1038/1791094a0
- “In the Age of AI”. FRONTLINE. シーズン38. Episode 6. 5 November 2019. PBS. WGBH. 2023年6月4日閲覧.